# Tanah Merah (Pasir Penyu)
Tanah Merah is een bestuurslaag in het regentschap Indragiri Hulu van de provincie Riau, Indonesië. Tanah Merah telt 1951 inwoners (volkstelling 2010).